# Mattson
Mattson ist ein patronymisch gebildeter schwedischer Familienname mit der Bedeutung „Sohn des Matt“.

## Namensträger
- Ellen Mattson (* 1962), schwedische Schriftstellerin
- Erik Mattson, kanadischer Volleyballspieler
- Ingrid Mattson (* 1963), kanadische Islamwissenschaftlerin
- Olle Mattson (1922–2012), schwedischer Schriftsteller
- Phil Mattson († 2019), US-amerikanischer Jazzmusiker
- Ragnar Mattson (1892–1965), schwedischer Leichtathlet
- Robert W. Mattson (1924–1982), US-amerikanischer Politiker
- Robin Mattson (* 1956), US-amerikanische Schauspielerin
- Siw Mattson, schwedische Schauspielerin